# 白川由美
白川由美（1936年10月21日—2016年6月14日），本名二谷安基子，日本女演員，東京都品川區出身，所屬經紀公司為Seventh avenue。丈夫是演員二谷英明。以電視劇《麻辣教師GTO》中的理事長和《家政婦女王》中的介紹所所長角色廣為人知，和同經紀公司的松嶋菜菜子多次合作。
2016年6月14日，因心臟衰竭病逝，享壽79歲。

## 經歷
1956年，白川由美加入日本知名電影公司東寶，以《ならず者》之作出道。其後，參演《海螺小姐》等系列作和特攝片而初次受到矚目。1961年，演出小津安二郎執導的電影《小早川家之秋》，1956年，在特攝電影《空中大怪獸拉頓》首次擔任女主角。
1980年代後半起，陸續在《家族遊戲》、《高校三俠》等劇飾演母親角色而廣為人知。
2004年，在家中因摔下床而受傷並暫停演藝工作，其後，演出《派遣女王》、《家政婦女王》等話題作。1980年代至1990年代前半多數出演TBS電視台的電視劇。
2016年6月14日因心臟衰竭而逝世。

## 人物
- 1964年，白川由美和演員兼社會活動家二谷英明（日语：二谷英明）結婚，女兒為前偶像藝人二谷友里惠（日语：二谷友里恵），現為日本家教派遣公司集團社長。知名藝人鄉廣美是白川前女婿，1987年鄉廣美迎娶二谷友里惠時，被譽為「世紀婚禮」的鄉廣美和二谷友里惠結婚宴（日语：おめでとう郷ひろみ・二谷友里恵結婚披露宴）曾在富士電視台直播，並創下史上47.6％的最高收視紀錄，瞬間收視率58.5％。
- 共演者表示白川由美喜歡即興演出。
- 所屬的經紀公司Seventh avenue為好友松嶋菜菜子所介紹，兩人私下關係亦親密[1]。

## 戲劇作品

### 電影
- 海螺小姐（1956年） - およしちゃん
- 空中大怪獸拉頓（1956年） - キヨ
- 与太者と若旦那（1956年） - 三浦百合子
- この二人に幸あれ（1957年） - 清水雅子
- 地球防衛軍（1957年） - 白石江津子
- 上班族出世太閤記（日语：サラリーマン出世太閤記）（1957年）　‐　西川千枝子
- 上班族出世太閤記（日语：サラリーマン出世太閤記）2（1957年）　‐　西川千枝子
- 上班族出世太閤記（日语：サラリーマン出世太閤記）3（1958年）　‐　西川千枝子
- 大当り狸御殿（1958年）　‐　もん白のお蝶
- 美女和液體人（1958年） - 新井千加子
- 愛情の都（1958年）
- 野獣死すべし（1959年） - 峯洋子
- 鐵腕投手 稻尾物語（日语：鉄腕投手 稲尾物語）（1959年） - 杉浦節子
- 暗黑街的顏役（1959年） - 菊村純子
- 海螺小姐結婚（日语：サザエさんの結婚）（1959年） - フグ田タエ子
- 海螺小姐的新婚家庭（日语：サザエさんの新婚家庭）（1959年） - フグ田タエ子
- 海螺小姐的寶寶誕生（日语：サザエさんの赤ちゃん誕生）（1960年） - フグ田タエ子
- 海螺小姐與圍裙奶奶（日语：サザエさんとエプロンおばさん）（1960年）
- 電送人間（1960年） - 中条明子
- 恐妻党総裁に栄光あれ（1960年） - 早川鮎子
- 男對男（日语：男対男）（1960年）　‐　西条峰子
- 夜の流れ（1960年）
- 大学の山賊たち（1960年）
- 花のセールスマン 背広三四郎（1960年） - 北川綾子
- 福の神 サザエさん一家（1961年） - 波野タイ子
- 真紅の男（1961年） - 小笠伊久子
- 世界大戰爭（1961年） - 江原早苗
- 小早川家之秋（日语：小早川家の秋）（1961年） - 中西多佳子
- 特急にっぽん（1961年）
- 背広三四郎 男は度胸（1961年） - 北川綾子
- 背広三四郎 花の一本背負い（1961年） - 北川綾子
- 妖星哥拉斯（1962年） - 園田智子
- 重役候補生No.1（日语：重役候補生No.1）（1962年）　‐　鬼島京子
- 忠臣藏（1962年）　‐　間者・うめ
- 早乙女家的女兒們（日语：早乙女家の娘たち）（1962年）　‐　早乙女梅子
- 日本第一色男（1963年） - 春子
- 女に強くなる工夫の数々（1963年）　‐　小川礼子
- 林檎の花咲く町（1963年） - 相馬恵子
- やぶにらみニッポン（1963年） - 弓桃子
- 乱れる（1964年） - 森田孝子
- 國際秘密警察系列（日语：国際秘密警察シリーズ）（1964年） - 明石梨江
- 奇巌城的冒險（日语：奇巌城の冒険）（1966年） - イザート王妃
- 哥哥的戀人（日语：兄貴の恋人）（1968年） - 玲子
- 若者よ挑戦せよ（1968年）　‐　波川ふさ
- コント55号 人類の大弱点（1969年） - 畑よし子
- 嵐を呼ぶ男（1983年） - 国分明子
- 新·第六感生死戀（2010年）

### 電視劇
- ある落日（1965年）
- 青春とはなんだ（1965年 - 1966年） - 矢吹医師
- 東京バイパス指令（1967年） - 今野タキ
- のれん繁昌記（1966　‐　1967年）　‐　藤谷登喜子
- 船場（1967 - 1968年）
- 亂戰模樣（日语：乱戦模様）（1970年）　‐　上杉律子
- 決めろ!フィニッシュ（1973年） - 白鳥みゆきの母
- 花的生命（1973年）
- 華麗的荒野（1974　- 1975年）
- 溫馨滿點（1976年）　‐　杉本良子
- 家族八景（1979年）　-　市川秀子
- 父母的誤算（1981年）　-　高井由紀枝
- おゆう（1981年） - ふじ
- 憤激之戀（1982年）
- 親子的誤算（1982年）
- ああ定年（1982年）
- 野々村病院物語II（1982年） - 郷明子
- 松本清張黒革之手帖（1982年） - 岩村叡子
- 家族遊戲（1983年） - 沼田紀子
- 特捜最前線（日语：特捜最前線）（1984　‐　1985年）　- 冷泉綾子
- 男人離家出走時（1985年）
- 跳駒（1986年）
- 親子ジグザグ（1987年） - 安西陽子
- 天生一對（日语：おヒマなら来てよネ!）（1987年） - 佐竹小夏
- 結婚物語（日语：結婚物語）（1987年） - 原光子
- 小純的應援歌（日语：純ちゃんの応援歌）（1988年） - 興園寺つや
- 摩登媽咪（日语：ママハハ・ブギ）（1989年） - 嵐山玲子
- 爸爸是主播（日语：パパはニュースキャスター）（1989年） - 古賀愛
- 火曜推理劇場「フルムーン旅情ミステリー」（1989年 - 1993年） - 中井彩子
- 高校三俠（日语：予備校ブギ）（1990年） - 上条真理子
- 爸爸與小夏（日语：パパとなっちゃん）（1991年） - 森脇まどか
- 次男次女ひとりっ子物語（1991年） - 有賀あぐり
- 十年愛（1992年） - 谷愛子
- 若願望實現（1994年） - 井上真知
- 男人的立身之處（1994年） - 大坪千秋
- パパ・サヴァイバル（1995年） - 北原理恵の母
- この指とまれ!!（1995年） - 大熊光子
- 白晝之月（1996年） - 富樫由子
- 女是七人之敵（1996年）
- 秀吉（1996年） - 七曲殿
- 智子與知子（日语：智子と知子）（1997年） - 山田志摩
- この指とまれ2（1997年）　‐　大熊光子
- 海まで5分（1998年） - 海野朝子
- 老師不知道?（日语：先生知らないの?）（1998年） - 木下智子
- 麻辣教師GTO（1998年） - 桜井あきら・桜井さくら
- ドーラク弁護士（1999年）　‐　正義笑美子
- 魔女的條件（1999年） - 広瀬素子
- 昨日的敵人是今日的朋友（2000年） - 友田八重
- 平成夫婦茶碗（日语：平成夫婦茶碗）（2000年）
- 搶錢大作戰（2001年） - 大平はる
- 好想好想談戀愛（2001年） - 永島春江
- 金田一少年事件簿（2001年） - 君沢ユリエ
- 老人之家（日语：エ・アロール それがどうしたの）（2003年） - 東山節子
- 鑽石尤物（日语：ダイヤモンドガール）（2003年） - モーリス君子
- 暴風雨之戀（2004年） - 中村はなえ
- おばあさんの反乱（2005年） - 流石静子
- 愛和友情的布基沃基（日语：愛と友情のブギウギ）（2005年） - 紅谷墨子
- 詐欺獵人（2006年） - 辻本ひろみ
- 派遣女王（2007年） - 天谷眉子
- 真愛開玩笑（2007年） - 高村静子
- 有閑俱樂部（2007年） - レイニア・エール
- 吉原炎上（日语：吉原炎上）（2007年） - 赤倉スマ
- 花いくさ（2007年） - お春婆
- 甜蜜公主（2008年） - しぶ茶
- 安藤奈津（2008年） - 一ツ橋あやめ
- 新・京都迷宮案內（日语：新・京都迷宮案内）（2008年） - 深町かず子
- 難以忘記哥哥的事（日语：にぃにのことを忘れないで）（2009年） - 川井チヨ
- 媽媽以前是爸爸（日语：ママは昔パパだった）（2009年） - 小谷佐和子
- 獸醫杜立德（2010年） - 益山絹江
- 陽子（2011年）　-　宮澤節子
- 家政婦女王（2011年） - 晴海明美
- 境遇（日语：境遇#テレビドラマ版）（2011年） - 高倉弘子
- 恋味母娘（2012年） - 吉田富江
- 第二樂章（2013年）　-　遠藤久代
- 派遣女醫X（2013年） - 浅井久恵
- 黑社長（2014年）　-　三田村絹代

## 主持
- 本週Hit速報（日语：今週のヒット速報）（富士電視台）

## 外部連結
- seventh avenue 白川由美官方網站 （页面存档备份，存于）
- 白川由美在互联网电影资料库（IMDb）上的資料（英文）